# Ligeophila
Ligeophila es un género de orquídeas de hábitos terrestres. Tiene doce especies. Es originario de México hasta Bolivia.

## Descripción
Son plantas con flores pequeñas, menos frecuente en el cultivo debido a que no se identifican con facilidad como las orquídeas cuando no tiene flores. El género antes era parte de Erythrodes. Se caracteriza por un rostelo articulado en forma de lámina que cuando se remueve las polinias se mueve hacia arriba permitiendo el acceso al estigma.
Las plantas no tienen pseudobulbos. Son plantas herbáceas, de color verde oscuro, más o menos uniformemente distribuidos a través de los tallos. Presenta una inflorescencia apical, con muchas flores pequeñas. El labelo, a menudo tiene la forma de ancla.

## Distribución y hábitat
Ligeophila tiene una docena de especies de hábitos terrestres distribuidas por todo el territorio brasileño, con excepción del sur, se distribuye desde el sur de México hasta Bolivia, desde el nivel del mar hasta los seiscientos metros de altitud, en lugares oscuros, con la tierra húmeda, en las márgenes de los ríos y en las grietas de las rocas.

## Evolución, filogenia y taxonomía
Fue propuesto  por Garay en Bradea, Boletim do Herbarium Bradeanum 2: 194, en 1977, para eliminar estas especies del género Erythrodes. Ahora solo está presente en el sudeste de Asia. 

### Etimología
El nombre del género viene del griego lyge, sombra, y filón, amante, refiriéndose a los lugares oscuros donde estas especies crecen. Ligeophila stigmatoptera (Rchb.f.) Garay, anteriormente Physurus stigmatopterus, es la especie tipo.

### EspeciesdeLigeophyla
| - Ligeophila amazonica Garay (1977) - Ligeophila bicornuta (Cogn.) Garay (1977) - Ligeophila clavigera (Rchb.f.) Garay (1977) - Ligeophila jamesonii Garay (1978) - Ligeophila juruenensis (Hoehne) Garay (1977) - Ligeophila longibracteata Soroka, (2006) | - Ligeophila lutea Garay (1978) - Ligeophila macarenae Ormerod (2007) - Ligeophila peteriana (Cogn.) Garay (1977) - Ligeophila rosea (Lindl.) Garay (1977) - Ligeophila stigmatoptera (Rchb.f.) Garay (1977) - Ligeophila umbraticola Garay (1977) |